# Kepler-223
Kepler-223 (wstępnie KOI-730) – pozasłoneczny układ planetarny odkryty w ramach misji Kepler. Według analiz system składa się z czterech planet. Początkowe analizy sugerowały, że Kepler-223 jest pierwszym znanym systemem planetarnym, w którym dwie planety znajdują się na jednej orbicie.

## Domniemana konfiguracja koorbitalna
Dwie z planet systemu miały okrążać swoje słońce w równej, niewielkiej odległości co 9,8 dni. Jedna planeta znajdowałaby się w punkcie libracyjnym na orbicie drugiej (i vice versa), oba ciała byłyby stale oddzielone o 60° (lub odległość kątowa między nimi oscylowałaby wokół tej wartości). Patrząc z powierzchni jednej z planet, druga planeta byłaby zawsze widoczna, jasno oświetlona przez gwiazdę i „wisząca” stale w jednym miejscu nieba, w stałej odległości od gwiazdy.
Istnienie tego typu układów było postulowane już wcześniej. Hipotetyczna planeta trojańska (krążąca po orbicie innej planety) wzięła swą nazwę od planetoid z grupy Trojańczyków w naszym Układzie Słonecznym, które dzielą orbitę z Jowiszem. Według niektórych teorii Księżyc powstał w wyniku kolizji Ziemi z hipotetyczną planetą Teja, z którą Ziemia dzieliła orbitę. Ze względu na masę owej planety, porównywalną z ziemską, układ taki nie był stabilny i doszło do kolizji. Rozmiary planet układu Kepler-223 są podobne do rozmiarów Neptuna; przypuszczalnie ich masy również przewyższają kilkukrotnie masę Ziemi i układ w konfiguracji koorbitalnej nie byłby stabilny.

## Aktualny pogląd
Nowsze analizy wskazują, że okresy obiegu wszystkich planet są różne i występuje pomiędzy nimi rezonans orbitalny 3:4:6:8.